# Jentsje Popma

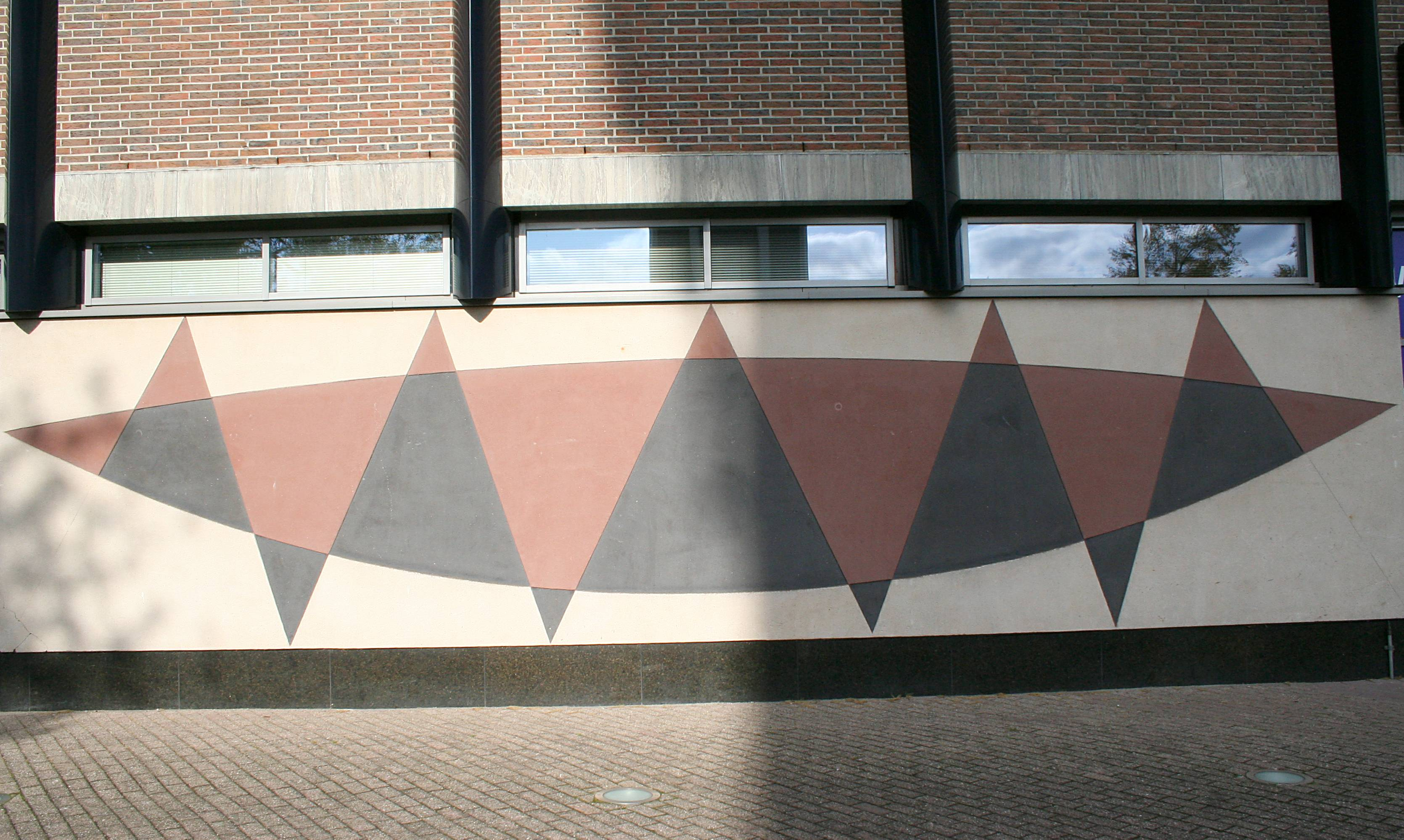
Sgraffito in Joure (1972)

Jentsje Popma (Zwolle, 30 september 1921 – Leeuwarden, 28 september 2022) was een Nederlandse schilder en beeldhouwer.

## Leven en werk
Popma studeerde aan de Academie voor Beeldende Kunsten in Rotterdam en de Rijksakademie van beeldende kunsten in Amsterdam. Hier won hij in 1946 als veelbelovende leerling de Cohen Gosschalkprijs. In hetzelfde jaar ontving hij de Vrouwe Vigeliusprijs. In de jaren zeventig gaf hij les in monumentale technieken als boetseren en schilderen aan de Academie Minerva in Groningen. Enkele leerlingen van hem waren Gosse Dam, Lucas Klein en Douwe Elias.
Tot 1968 was Popma werkzaam als glazenier. Hij maakte glas in loodramen voor onder andere de gemeentehuizen in Vlagtwedde en Schiermonnikoog. Als beeldhouwer maakte hij diverse wandreliëfs en vrijstaand werk.
Eind jaren tachtig werd hij meer actief als schilder van met name landschappen. In 2007 ontving hij in zijn woonplaats Leeuwarden de Pommeranten Prijs. In 2015 doneerde hij zijn atelier in Leeuwarden en zijn kunstwerken aan Stifting Nijkleaster, die streeft naar een protestants klooster in Jorwerd. In 2021 kreeg hij de Friese Anjer uitgereikt.
De Stifting Nijkleaster hield een expositie in zijn woonplaats Leeuwarden en bracht een boek uit over Popma en zijn werken ter ere van zijn 100e verjaardag in 2021. Het Fries Museum toonde vanwege dezelfde mijlpaal een overzicht van zijn werk.
Popma overleed twee dagen voor zijn 101e verjaardag.

## Werken (selectie)
- Raam Hayo van Wolvega in het gemeentehuis te Wolvega (1953)
- Gedenkraam in het gemeentehuis (Sellingen) (1954)
- Beeld Peter Stuyvesant (1955), Pieter Stuyvesantweg te Scherpenzeel
- Beeld Peter Stuyvesant (1955), Tjerk Hiddesstraat te Wolvega
- Gevelreliëf Vlucht van kennis (1959), op het voormalig IBM gebouw aan de Aletta Jacobslaan/Johan Huizingalaan in Amsterdam.
- Twee ramen (1959) in de kerk van Oudehaske
- Ramen in het gemeentehuis te Stiens (1964)
- Anker (1970), Archipelweg te Leeuwarden
- Sgraffito (1972), Joure
- Beeld Anne Vondeling (1981), Nieuwestad te Leeuwarden
- Buste Piet Paaltjens (1986), Westerplantage te Leeuwarden
- Koeien, OBS Ds. Germsweg te Damwoude

## Fotogalerij

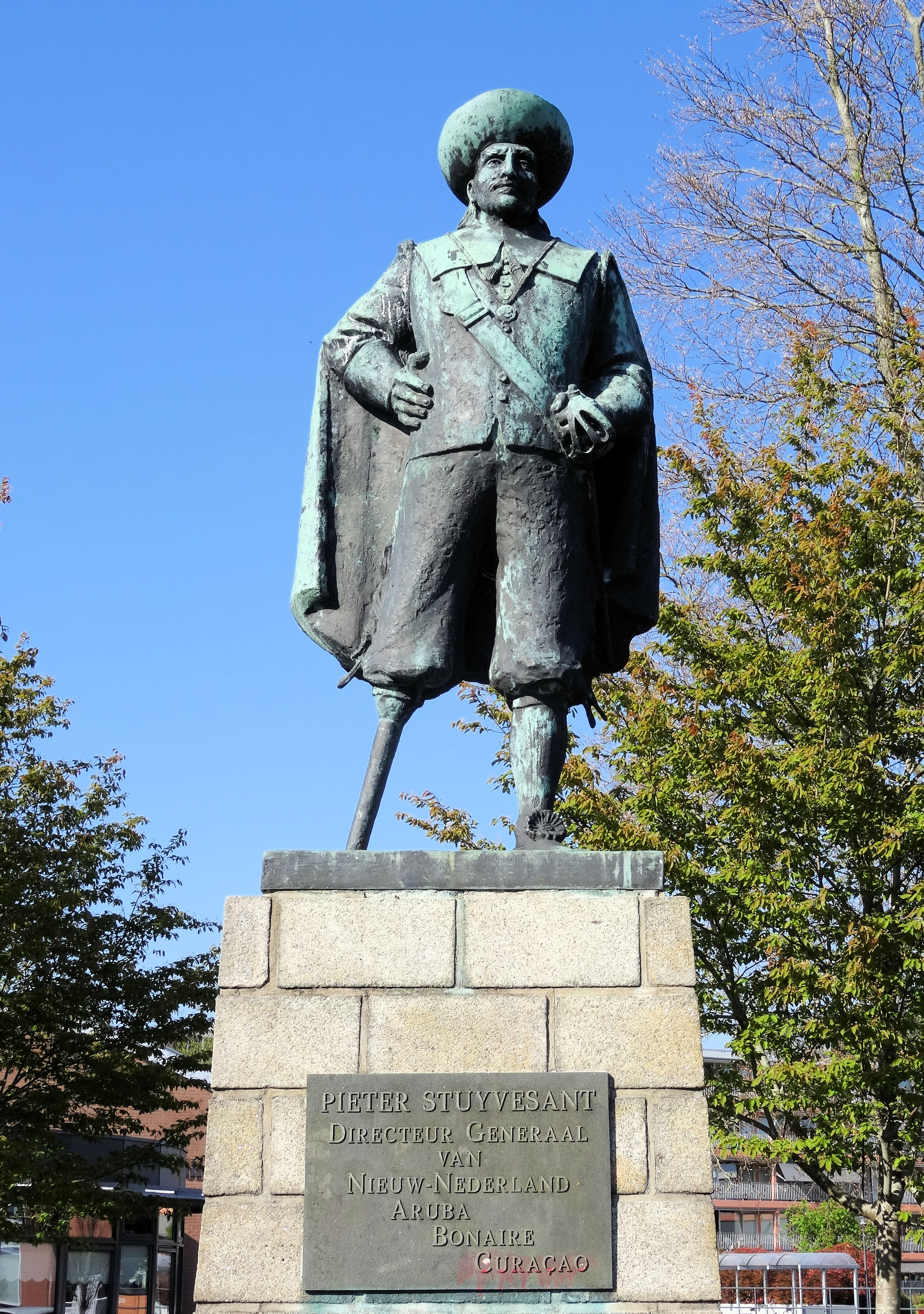
Stuyvesant in Wolvega (1955)
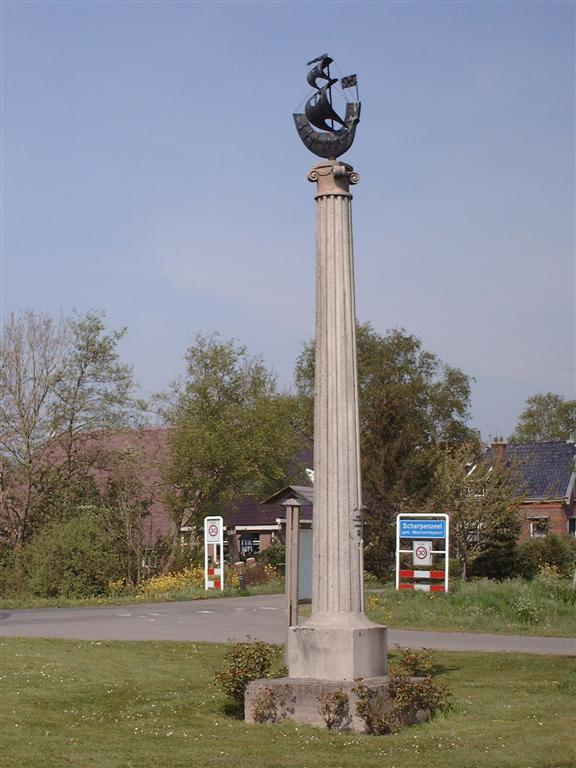
Stuyvesant in Scherpenzeel (1955)
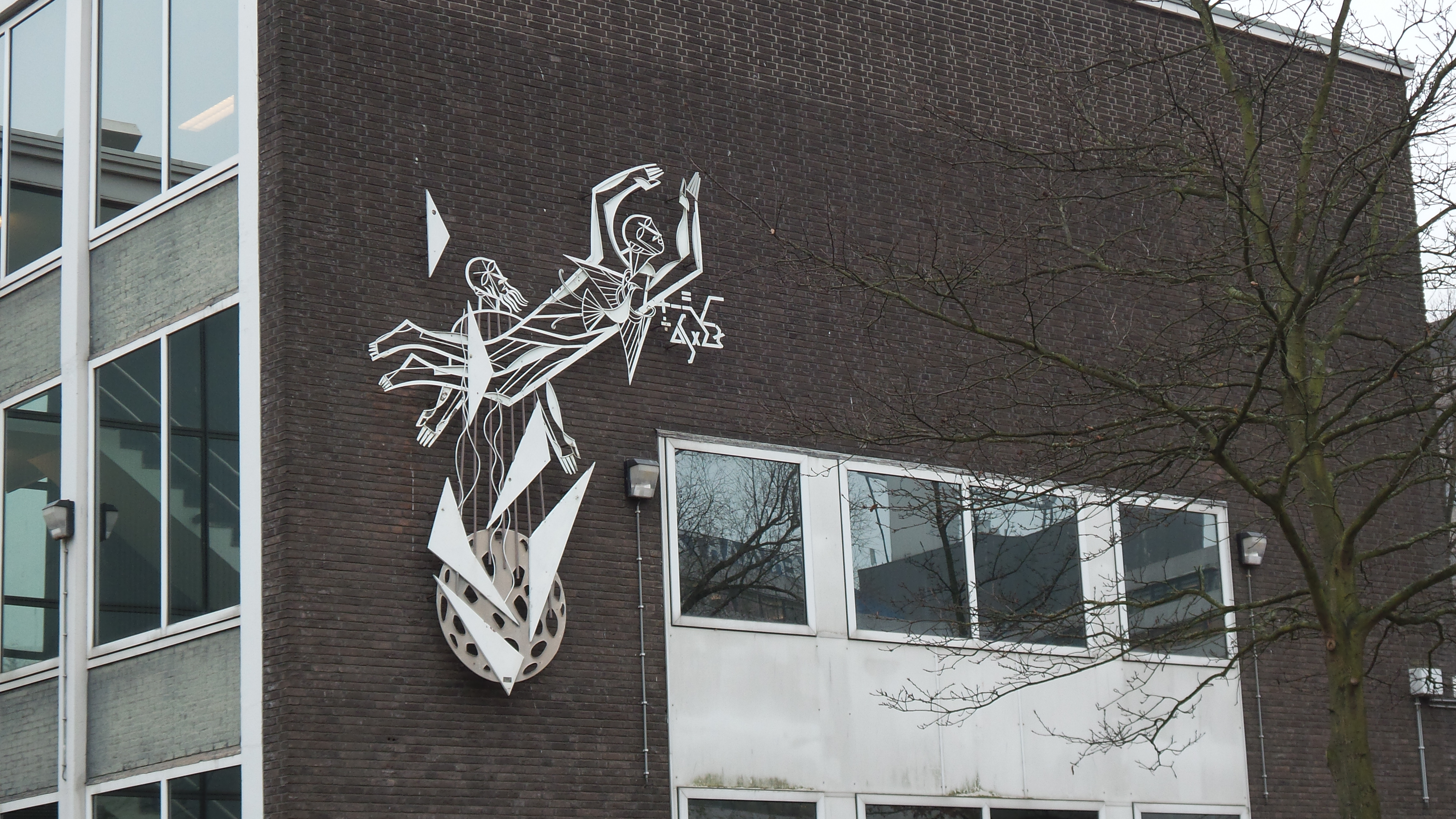
Vlucht van Kennis (1959)
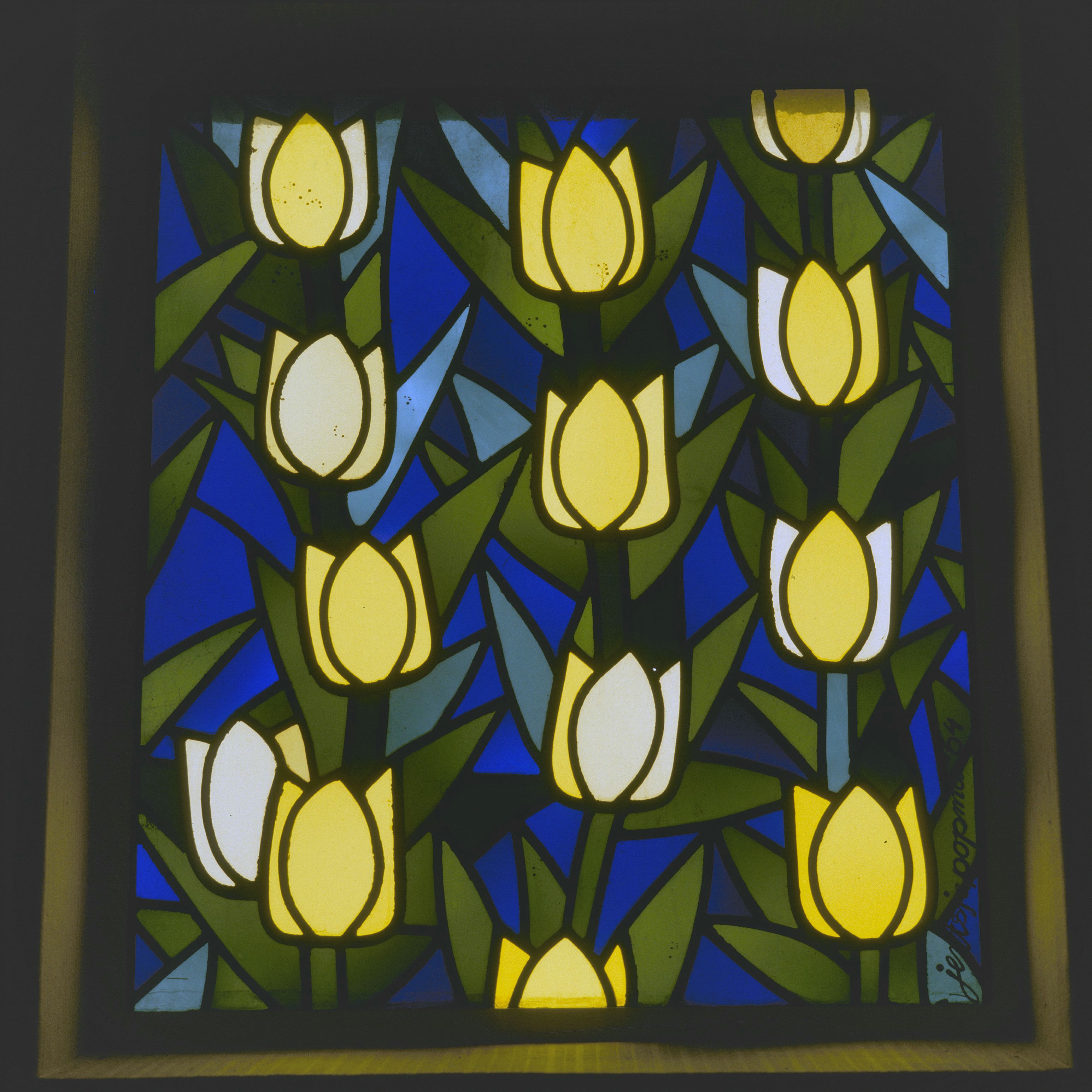
Raam in Stiens (1964)
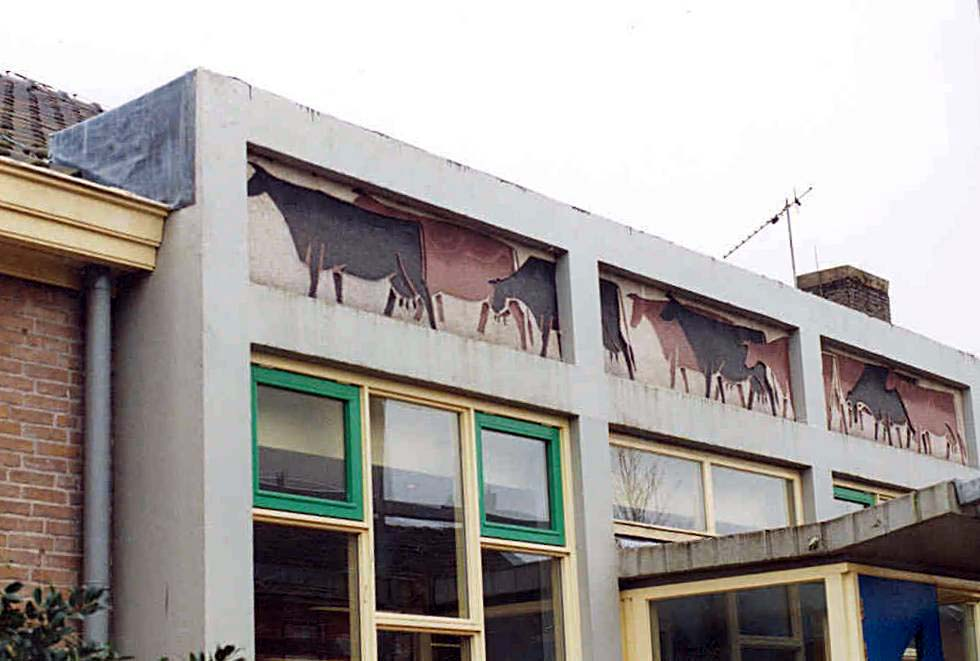
Koeien, gevel OBS in Damwoude
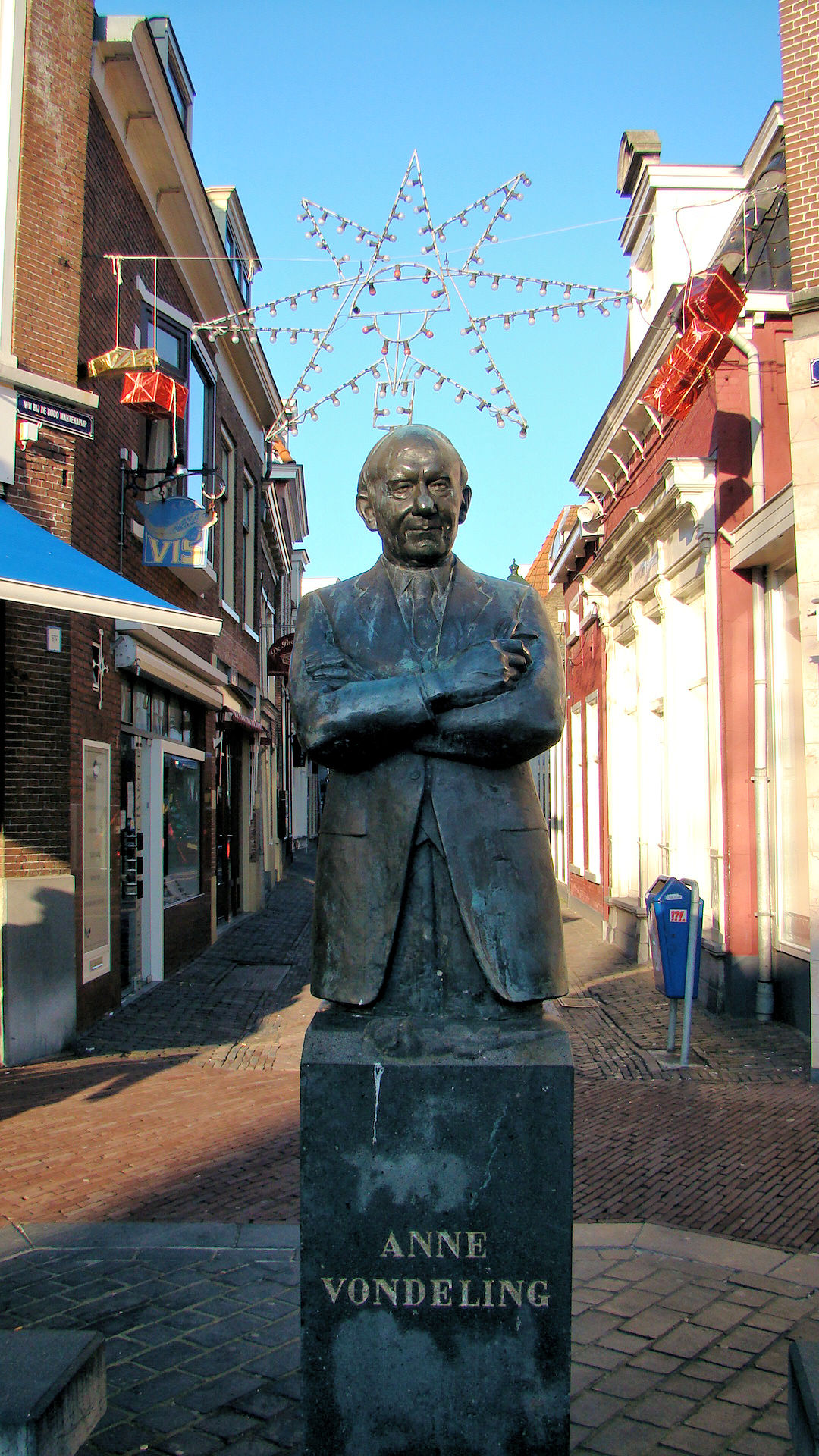
Anne Vondeling (1981)